# البيت مرة ثانية (فلم 2017)
البيت مرة ثانية هو فيلم كوميدي رومانسي أمريكي.

## الحبكة
أليس كيني، أم عزباء تعيش في لوس أنجلوس تغيرت بشكل غير متوقع عندما تسمح لثلاثة شبان صغار بالدخول لحياتها.

## الممثلين
- ريز ويذرسبون بدور أليس كيني
- كانديس بيرغن بدور ليليان ستيوارت
- مايكل شين بدور أوستن، زوج أليس
- ليك بيل بدور زوي
- نات وولف بدور

## وصلات خارجية
- الموقع الرسمي
- مقالات تستعمل روابط فنية بلا صلة مع ويكي بيانات